# Хэнсон, Эрин
Эрин Хэнсон (англ. Erin Hanson; 1981 год, Лос-Анджелес, Калифорния, США) — американская художница, создательница современного стиля живописи «открытый импрессионизм».

## Биография
Эрин Хэнсон родилась в 1981 г. в Силвер-Лейк, Лос-Анджелес, Калифорния, США.
Её мать преподавала в школе, где училась Эрин и три её младших брата. Отец работал программистом. С раннего детства Хэнсон отличалась разносторонностью интересов. При поступлении в школу она мечтала стать художницей, танцовщицей или учёным. В младших классах Эрин познакомилась с творчеством Винсента Ван Гога. Картина «Ирисы» произвела на неё колоссальное эстетическое впечатление, что послужило началом её любви к импрессионизму.
Семья и школьные преподаватели поддерживали таланты и стремления девочки. К десяти годам Хэнсон уже умела писать акварелью, акрилом и маслом. Отец обучал Эрин программированию, и в одиннадцать лет она одержала победу на школьной научной ярмарке. В возрасте двенадцати лет юная художница начала подрабатывать в студии настенной живописи «Paintin' Place», находившейся неподалеку от школы. Там она принимала участие в создании фресок для оформления интерьеров казино и ресторанов. Одним из заказчиков компании был отель-казино «Стратосфера Лас-Вегас». Работая в студии, Хэнсон изучала колористику и технику акриловой живописи, практикуясь на 40-футовых полотнах. Два года спустя Эрин получила школьную стипендию и начала обучение в колледже искусств и дизайна Отис, сосредоточив своё внимание на фигуративной живописи.
Хотя Хэнсон активно занималась рисованием, она не планировала становиться профессиональной художницей. Увлечение научной фантастикой, в частности произведениями Роберта Хайнлайна и Айзека Азимова, побудило её сделать свой дальнейший выбор в пользу науки. Поэтому, окончив школу в шестнадцать лет, Эрин поступила в Калифорнийский университет в Беркли на факультет биоинженерии. В университетские годы Хэнсон продолжала обучаться рисованию самостоятельно. В этот период её интересовали японская живопись и графика в стиле комиксов.
Окончив университет со степенью бакалавра в области биоинженерии, Эрин вернулась домой в Лос-Анджелес. Не имея на тот момент чёткой карьерной цели, она начала заниматься продажей программного обеспечения. Затем Хэнсон получила должность управляющего магазином «eBay». Новая работа подвигла её к открытию собственного бизнеса в сфере «self storage». Эрин переехала в Лас-Вегас и вновь стала активно заниматься живописью. Впечатлённая красотой национальных парков «Ред-Рок-Каньон» и «Долина огня», Хэнсон увлеклась скалолазанием. Новое хобби существенно повлияло на её манеру живописи. В этот период она написала свой первый пейзаж в уникальном стиле, который назвала «открытым импрессионизмом» («Open Impressionism»).
Рисуя ландшафты Невады, художница следовала принципу писать по одной картине в неделю, и через год её коллекция насчитывала около 50 полотен. Узнав о фестивале искусств в близлежащем Боулдер-Сити, Эрин решила представить свои лучшие работы публике. Её картины пользовались спросом, на фестивале художница продала 6 из 12 взятых с собой полотен. После успеха в Боулдер-Сити Хэнсон начала активно развивать творческую карьеру и стала постоянным участником фестивалей искусств.

## Настоящее время (2019-2020 гг.)
Сейчас Эрин успешная художница, её картины представлены в музейных коллекциях по всей территории США от Калифорнии до Коннектикута.
Хэнсон активно выставляется в художественных галереях, регулярно завоевывая престижные награды и премии. Также художница занимается чтением лекций и написанием книг о своём творчестве.
В настоящее время Эрин живёт и работает в Сан-Диего, где руководит одной из своих галерей. В помещении площадью 7000 фут² (≈ 650 м²) расположены выставочный зал и студия, а также офис и склад, которые обеспечивают производство печатных изданий и репродукций в технике жикле.
В ноябре 2019 г. Хэнсон открыла свою новую галерею в Кармел-бай-те-Си. В галерее представлена масляная живопись художницы, вдохновленная заливами Кармел и Монтерей, а также окрестными винодельческими регионами.

## Творческая манера
Эрин Хэнсон создательница нового направления в современной живописи — «открытого импрессионизма».
Её уникальный стиль характерен широкими мазками кистью, насыщенными цветами, подчёркнутыми контурами и ярко выраженной текстурой. Художница активно использует техники импасто и алла прима.
Эрин интерпретирует название своей художественной манеры как сочетание «открытости» в технике и пленэризма. «Открытый импрессионизм — это отображение впечатлений от пейзажа, воспоминаний и мимолетных проблесков цвета» — говорит Хэнсон.
Задача открытого импрессионизма — передать подлинное ощущение пребывания на открытом воздухе, чтобы картина в большей мере была отражением эмоционального состояния, нежели фотографическим изображением.
Эрин черпает вдохновение в творчестве Винсента Ван Гога, «Группы семи», раннем калифорнийском импрессионизме и японской живописи. Её художественная манера сочетает элементы классического импрессионизма, фовизма и современного экспрессионизма.
Коллекционеры и поклонники ассоциируют картины художницы с полотнами Моне, Сезанна, Вендта и, в особенности, Ван Гога, чьи вихревые узоры и контрастные цвета послужили для Эрин примером отображения необузданности природы в живописи.
«Одна из моих целей как художницы — возродить популярность импрессионизма в контексте современного искусства» — говорит Хэнсон.
Сейчас открытый импрессионизм преподается в художественных школах и колледжах как стиль современной живописи.